# Dakooka
Екатерина Ерёменко (укр. Катерина Єрьоменко; род. 29 ноября 1993, Черновцы, Черновицкая область, Украина), более известна под сценическим псевдонимом DaKooka, — украинская поп-певица, автор песен и композитор.

## Биография
Екатерина Ерёменко родилась 29 ноября 1993 года в городе Черновцы, Черновицкая область. Училась в Институте пищевой промышленности. 
В раннем возрасте окончила музыкальную школу по классу «фортепиано». Первую песню записала в 18 лет, с чего и начался творческий путь Екатерины. В марте 2015 года вышел первый альбом певицы под названием «Radha», записанный на тернопольской студии «Шпиталь Рекордс» - 11 треков на английском языке. 9 июля 2016 года выпустила мини-альбом «Очень весело с моими друзьями».
В 2017 году принимала участие в телевизионном шоу Голос страны (7 сезон) в команде Потапа. 22 ноября 2017 года презентовала мини-альбом «Гордо» в который вошло 6 песен. В 2018 году в свет вышел новый альбом певицы под названием «Герой», а спустя некоторое время выпустила мини-альбом «Форма».
В 2019 году на украинском телеканале Новый канал вышел сериал Первые ласточки, в котором песни Dakooka являются саундтреком.
Была замужем за режиссером монтажа шоу «Голос страны», но брак продлился всего полтора года.

## Дискография

### Альбомы
| Оценки критиков | Оценки критиков |
| Источник        | Оценка          |
| --------------- | --------------- |
| InterMedia      | [ 11 ]          |

| Год  | Название                         | Подробнее                                                                            |
| ---- | -------------------------------- | ------------------------------------------------------------------------------------ |
| 2015 | «Radha»                          | - Выпущен: март 2015 - Формат: CD - Лейбл: Шпиталь Рекордс                           |
| 2017 | «Гордо»                          | - Выпущен: 22 ноября 2017 - Формат: CD - Лейбл: DaKooka                              |
| 2018 | «Герой»                          | - Выпущен: 1 июня 2018 - Формат: Цифровое скачивание - Лейбл: DaKooka                |
| 2018 | «Форма»                          | - Выпущен: 3 августа 2018 - Формат: Цифровое скачивание - Лейбл: DaKooka             |
| 2020 | «Да кто такой этот ваш FEAT?»    | - Выпущен: 6 ноября 2020 - Формат: Цифровое скачивание - Лейбл: DaKooka              |
| 2021 | «31006»                          | - Выпущен: 2 июля 2021 - Формат: Цифровое скачивание - Лейбл: Moon Records           |
| 2022 | «DAKOOKA»                        | - Выпущен: 21 января 2022 - Формат: Цифровое скачивание, CD - Лейбл: Moon Records    |
| 2022 | «DEMO»                           | - Выпущен: 17 июня 2022 - Формат: Цифровое скачивание - Лейбл: Moon Records          |
| 2022 | «Ты не спасал меня, “герой”»     | - Выпущен: 7 октября 2022 - Формат: Цифровое скачивание, винил - Лейбл: Moon Records |
| 2022 | Up & Down                        | - Выпущен: 28 октября 2022 - Формат: Цифровое скачивание - Лейбл: Moon Records       |
| 2023 | «СКРЯБІН by Dakooka»             | - Выпущен: 21 апреля 2023 - Формат: Цифровое скачивание, винил - Лейбл: Moon Records |
| 2023 | «Біженка»                        | - Выпущен: 1 сентября 2023 - Формат: Цифровое скачивание - Лейбл: Moon Records       |
| 2023 | «Schizophrenie» (ktsh x DAKOOKA) | - Выпущен: 13 октября 2023 - Формат: Цифровое скачивание - Лейбл: Moon Records       |